# Scolopendrella notacantha
Scolopendrella notacantha is een wortelduizendpotensoort uit de familie van de Scolopendrellidae. De wetenschappelijke naam van de soort is voor het eerst geldig gepubliceerd in 1840 door Gervais.